# 10109 Sidhu
10109 Sidhu eller 1992 KQ är en asteroid i huvudbältet som upptäcktes den 29 maj 1992 av den amerikanska astronomen Eleanor F. Helin vid Palomarobservatoriet.
Asteroiden har en diameter på ungefär 9 kilometer och den tillhör asteroidgruppen Eunomia. Den är uppkallad efter Jaskarn Singh Sidhu, medlem av Royal Astronomical Society of Canada.